# Piranha Bytes
Piranha Bytes war eine Software-Entwicklerfirma für Computerspiele und seit 2019 als Tochtergesellschaft von THQ Nordic eine Marke der Embracer Group AB. Piranha Bytes wurde 1997 in Bochum gegründet, der Firmensitz befand sich zuletzt in Essen. Das Studio wurde 2024 geschlossen.

## Geschichte
Am 12. Oktober 1997 wurde im Zuge der Entwicklung des Computerspiels Gothic aus dem Bochumer Entwicklerstudio Greenwood Entertainment heraus von Alexander Brüggemann, Mike Hoge, Stefan Nyul und Tom Putzki die Piranha Bytes Software GmbH gegründet. 1999 wurde die Piranha Bytes Software GmbH eine hundertprozentige Tochtergesellschaft der Phenomedia AG, dem Mutterkonzern von Greenwood Entertainment. Im März 2001 wurde Gothic über den deutschen Publisher Shoebox veröffentlicht. Bereits im November 2002 folgte mit Gothic II der Nachfolger, diesmal über den österreichischen Publisher JoWooD.
Schon im August 2002 musste die Muttergesellschaft Phenomedia wegen eines Finanzskandals Insolvenz anmelden. Das Studiomanagement und einige Mitarbeiter der Piranha Bytes Software GmbH erwarben im Rahmen eines Management-Buy-outs (MBO) die Rechte an den Computerspielen und gründeten die Pluto 13 GmbH. Im März 2003 zog Piranha Bytes von Bochum nach Essen um. Alle Gesellschafter der Pluto 13 GmbH waren Mitarbeiter. Das Unternehmen ist Gründungsmitglied des am 6. März 2004 in Berlin gegründeten Bundesverbandes der Entwickler von Computerspielen (G.A.M.E.).
Nach den Querelen um die Entwicklung und Veröffentlichung von Gothic 3 gab Piranha Bytes am 22. Mai 2007 die Trennung von ihrem damaligen Publisher JoWooD bekannt. Mit dem Add-on Gothic 3: Götterdämmerung wurde anschließend erstmals ein Spiel der Gothic-Serie nicht von Piranha Bytes entwickelt. Am 18. Juni 2007 kündigten Piranha Bytes und Deep Silver (Spielelabel von Koch Media) eine künftige Kooperation an. Ohne die Rechte zur Entwicklung im Gothic-Universum verblieben, entwickelte Piranha Bytes mit der Risen-Serie jedoch weiter Gothic-artige Spiele. Am 2. Oktober 2009 erschien der erste Teil über den Publisher Deep Silver. Auf der Gamescom 2010 wurde Risen 2 angekündigt, welches schließlich am 27. April 2012 unter Deep Silver erschien. Risen 2 war sechsmal für den Deutschen Entwicklerpreis 2012 nominiert („Bestes Rollenspiel“, „Beste Grafik“, „Bester Sound“, „Bestes deutsches Spiel“, „Bestes Gamedesign“, „Bestes Konsolenspiel“), sowie Piranha Bytes als „Bestes Studio“. Gewonnen wurde aber lediglich in der Kategorie „Bestes Rollenspiel“.
Laut Aussage von Piranha Bytes fielen 2012 die Rechte zur Weiterführung der Gothic-Marke an das Studio zurück, da JoWoods Nutzungsrechte zwischenzeitlich erloschen waren. In einem Interview vom Februar 2012 gab Project Director Björn Pankratz jedoch an, dass man vorerst mit keinem weiteren Gothic-Spiel plane. Im Januar 2013 verstarb Gründungsmitglied Alexander Brüggemann.
Im Februar 2014 wurde die Veröffentlichung von Risen 3 angekündigt, das am 14. August in den Handel kam. Im selben Jahr erhielt das Studio hierfür den Gamescom-Award für das beste Rollenspiel.
Am 1. Juni 2015 gab Piranha Bytes die Entwicklung von ELEX, einem Open-World-Rollenspiel mit moralischen Entscheidungen in einem postapokalyptischen Science-Fantasy-Szenario, bekannt. Die Finanzierung und Veröffentlichung des Spiels erfolgt durch THQ Nordic (bei Ankündigung: Nordic Games). Das Spiel erschien am 17. Oktober 2017 für PlayStation 4, Xbox One und Windows. Im folgenden Jahr wurde man für das Spiel mit dem Publikumspreis des Deutschen Computerspielpreises ausgezeichnet.
Am 22. Mai 2019 gab THQ Nordic den Kauf von Piranha Bytes (Entwicklerteam und Markenrechte) bekannt. Ohne den Titel zu nennen, teilte Piranha Bytes im Dezember 2019 über Twitter mit, dass man das kommende Rollenspiel, an dem man gerade arbeite, im Jahr 2020 ankündigen wolle. Verschiedene Computerspielmagazine vermuten, dass es sich um einen Nachfolger zu ELEX handle. Im Oktober 2020 erklärte Piranha Bytes allerdings, dass eine Ankündigung im Jahr 2020 doch nicht mehr erfolgen werde. ELEX 2 wurde schließlich am 15. Juni 2021 angekündigt. Erschienen ist es am 1. März 2022.
Im Mai 2023 erhielt das Studio eine Fördersumme von über 3 Millionen Euro für ein Projekt mit dem Codenamen WIKI6 vom Bundesministerium für Wirtschaft und Klimaschutz. Das Spiel sollte Anfang 2026 fertiggestellt sein. Seit November 2024 wird das Projekt nicht mehr in der Subventionsdatenbank des Bundes gelistet.
Im Januar 2024 wurde bekannt, dass das Studio geschlossen werden soll und sowohl Björn Pankratz als auch seine Frau Jennifer das Unternehmen bereits im November 2023 verlassen haben. Piranha Bytes veröffentlichte am 22. Januar 2024 einen Beitrag auf sozialen Netzwerken, in dem man die „schwierige Lage“, in der sich das Studio befand, eingestand. Demnach sei man bereits auf der Suche nach einem Partner, mit dem man das Fortbestehen des Unternehmens gewährleisten könne. Anfang Juli 2024 berichtete eine polnische Website, dass das Studio Ende Juni endgültig geschlossen wurde. Laut GameStar sei das Büro zu diesem Zeitpunkt bereits leer gestanden, nachdem den Mitarbeitern schon Ende 2023 gekündigt wurde. Die Piranha Bytes GmbH soll laut GamesWirtschaft aber auf dem Papier noch weiter existieren, nachdem der Firmensitz von Essen nach Gladbeck verlegt wurde. Offizielle Aussagen von Mutterfirma THQ Nordic und dem Dachkonzern Embracer Group gab es nicht.

## Mitarbeiterzahl
Laut einer Aussage von Game-Designer Björn Pankratz aus dem Jahr 2017 habe man durchgehend eine Entwicklerzahl von etwa 30 Personen. Auch Mitbegründer Tom Putzki erklärte in einem Interview von 2017, dass das Team zwar zwischenzeitlich auf eine Größe von 40 Personen anwuchs, aber dann wieder auf 25 bis 30 Leute schrumpfte. Dabei bestand Piranha Bytes insgesamt fast ausschließlich aus Entwicklern. Im Jahresreport der Embracer Group von 2021 wurde die gesamte Mitarbeiterzahl von Piranha Bytes mit 33 angegeben.

## Entwickelte Spiele
| Erscheinungsjahr | Titel                          | Engine        | Publisher                           |
| ---------------- | ------------------------------ | ------------- | ----------------------------------- |
| 2001             | Gothic                         | ZenGin        | Shoebox                             |
| 2002             | Gothic II                      | ZenGin 2.0    | JoWooD Productions AG               |
| 2003             | Gothic II: Die Nacht des Raben | ZenGin 2.0    | JoWooD Productions AG               |
| 2006             | Gothic 3                       | Genome-Engine | Deep Silver & JoWooD Productions AG |
| 2009             | Risen                          | Genome-Engine | Deep Silver                         |
| 2012             | Risen 2: Dark Waters           | Genome-Engine | Deep Silver                         |
| 2014             | Risen 3: Titan Lords           | Genome-Engine | Deep Silver                         |
| 2017             | ELEX                           | Genome-Engine | THQ Nordic                          |
| 2022             | ELEX II                        | Genome-Engine | THQ Nordic                          |